# Эль-Рефай, Нур
Нур Эль-Рефай (швед. Nour El-Refai; род. 14 ноября 1987) — шведская актриса, телеведущая и комик сирийско-ливанского происхождения. Получила известность благодаря участию в юмористическом шоу со скрытой камерой Raj Raj в 2007 году и как ведущая Melodifestivalen 2014. Эль-Рефай также появилась в нескольких фильмах, таких как Kronjuvelerna и Johan Falk: Spelets regler.

## Ранние годы
Эль-Рефай родилась в Ливане, её семья переехала в шведский город Эслёв через несколько месяцев после ее рождения. Она имеет сирийские и ливанские корни. Через несколько лет вместе с семьёй она переехала в Лунд. Нур выросла в неполной семье с матерью, так как отец развёлся с супругой всего через несколько недель после прибытия семьи в Швецию. После этого Нур не контактировала с отцом.

## Карьера

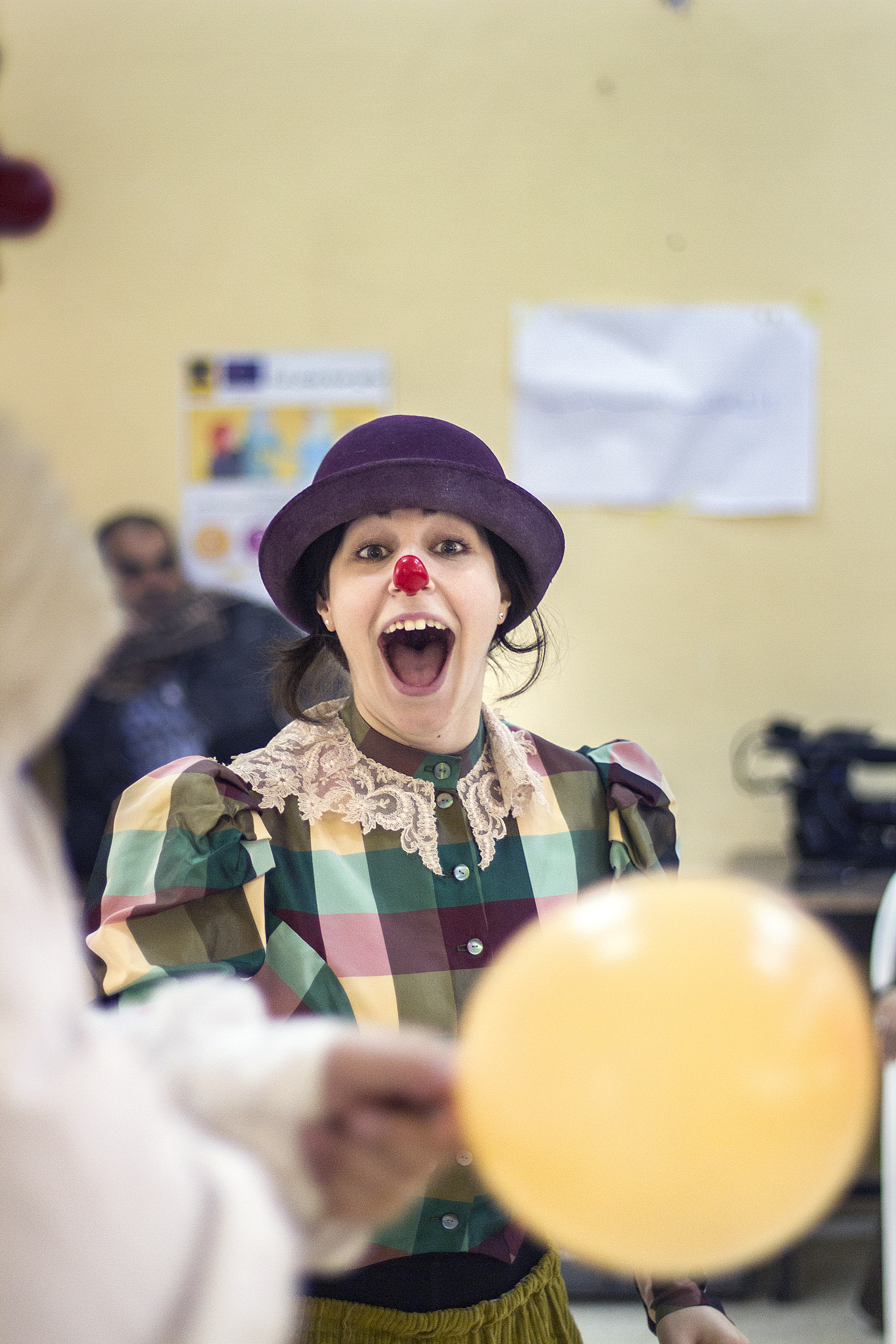
Нур Эль-Рефай как «Клоун без границ» в Иордании

Первая известность пришла к Эль-Рефай в 2006 году, когда она сыграла роль в криминальной драме Beck — Det tysta skriket.
Вместе с Сесилией Форсс она вела шоу со скрытой камерой Raj Raj, которое транслировалось на TV400 в 2007 году. Эль-Рефай и Форсс сотрудничали ранее на TV3 на юмористическом шоу Hus i helvete.
В 2008 году Эль-Рефай стала репортёром у сцены шоу Melodifestivalen 2014, шведского национального отбора на «Евровидение». Она общалась с исполнителями после того, как они уходили со сцены после выступления. В том же году она снялась в телешоу Morgonsoffan на SVT. Она участвовала в комедийном шоу Хенрика Шифферта Sverige Pussas och Kramas на Kanal 5.
Нур также вела радио ток-шоу Morgonpasset на Шведском радио Р3. В 2009 году Эль-Рефай принимала участие в комедийном шоу Ballar av stål (шведская версия Balls of Steel) в качестве персонажа «Bitterfittan». Она также приняла участие в шоу Wipeout в качестве конкурсанта. Оба эти шоу транслировались на шведском Kanal 5.
В 2011 году она появилась в фильме Kronjuvelerna, а в 2012 году сыграла в фильме Johan Falk: Spelets regler.
В конце 2009 года она была одним из персонажей в комедийном шоу Cirkus Möller на TV4. В течение 2010 года она играла в мюзикле Бриолин на сцене стокгольмского театра «Гёта Лейон». В конце 2010 года она вновь работала ведущей ток-шоу на Шведском радио, и приняла участие в специальном шоу Musikhjälpen, где знаменитости, включая Эль-Рефай, были заперты в стеклянном доме на целую неделю, чтобы собрать деньги для помощи жертвам торговли людьми.
Эль-Рефай была ведущей Melodifestivalen 2014, вместе с Андерсом Янссоном.

## Инциденты
В 2007 году в одном из эпизодов шоу со скрытой камерой Raj Raj она показала грудь мужчине в парке Хумлегорден, популярном месте среди мужчин-эксгибиционистов, за что на неё донесли в полицию. Эль-Рефай была приговорена к выплате штрафа за непристойное поведение.

## Фильмография
- 2004 — Generation Y
- 2005 — Vem är du?
- 2006 — Beck — Det tysta skriket
- 2006 — Elvismackan
- 2006 — Frostbiten
- 2006 — När mörkret faller
- 2009—2010: Ballar av stål
- 2010 — Välkommen åter
- 2010 — Wallander — Dödsängeln
- 2011 — Kronjuvelerna
- 2011 — Stockholm — Båstad
- 2012 — Johan Falk: Spelets regler
- 2012 — Labyrint
- 2014 — Sköterskan: The Nurse
- 2014 — Melodifestivalen 2014